# Josef Janota
Josef Janota (* 22. Februar 1911 in Zlabings, Mähren; † 18. März 1994 in Augsburg) war ein deutscher Politiker (GB/BHE, GDP, SPD).

## Leben
Nach dem Besuch der Mittelschule erlernte Janota das Malerhandwerk und arbeitete anschließend als Zimmer-, Kirchen- und Dekorationsmaler. Danach war er kurzzeitig beim Finanzamt in Waidhofen an der Thaya beschäftigt. Er leistete seit 1935 Wehrdienst, schlug eine Laufbahn als Berufssoldat bei den Gebirgsjägern ein und nahm von 1939 bis 1945 als Soldat am Zweiten Weltkrieg teil, zuletzt als Hauptfeldwebel bei der Panzeraufklärung.
Nach der Kapitulation im Mai 1945 wurde Janota von der Roten Armee zum Ordnungsdienst bei der Hilfspolizei eingesetzt und von den Besatzern mit der Bemalung von Schildern beauftragt. Im Juni 1945 erfolgte seine Ausweisung aus der Tschechoslowakei. Er flüchtete daraufhin mit seiner Familie nach Österreich und kam zunächst als Heimatvertriebener im Lager Melk unter, ehe er im Frühjahr 1946 als „Reichsdeutscher“ ebenfalls aus Österreich ausgewiesen wurde. Am 30. März 1946 gelange er mit dem Zug von Oberösterreich nach Westdeutschland. Anschließend ließ er sich in Schwäbisch Gmünd nieder, wo ihm und seiner Familie eine Wohnung zugeteilt wurde und er als Maler arbeitete.
Janota begann sich in Vertriebenenverbänden zu engagieren und hielt seit Herbst 1946 für deren Ortsverbände Versammlungen ab. 1947 arbeitete er für kurze Zeit als Wachmann bei der Firma ZF Lenksysteme, die in dieser Zeit von der US-amerikanischen Militärregierung kontrolliert wurde. Aufgrund seines nunmehr hauptamtlichen Einsatzes im „Hilfsverband für die Neubürger“, aus dem später der Bund der Vertriebenen (BdV) hervorging, wurde er zum Sprecher der Heimatvertriebenen für den Landkreis Schwäbisch Gmünd gewählt. Im November 1947 erfolgte seine Wahl in den Gemeinderat und den Kreistag. In beiden Gremien bekleidete er die Funktion als Fraktionsvorsitzender des Bundes der Heimatvertriebenen und Entrechteten (BHE). Des Weiteren war er Vorsitzender des BHE-Kreisverbandes und Geschäftsführer des BdV Schwäbisch Gmünd.
Nach der Gründung des BHE auf Landesebene wurde Janota bei der Landtagswahl 1950 als Abgeordneter in den Landtag von Württemberg-Baden gewählt, dem er bis zu dessen Auflösung 1952 angehörte. Er wurde nicht Mitglied der Verfassunggebenden Landesversammlung und kandidierte daher bei der Bundestagswahl 1953 auf einem Listenplatz des GB/BHE für den Bundestag. Die Wahl verlief für ihn jedoch erfolglos. Bei den Landtagswahlen 1956 und 1960 konnte er dann jeweils über ein Zweitmandat des Wahlkreises Schwäbisch Gmünd als Abgeordneter in den Landtag von Baden-Württemberg einziehen. Von 1960 bis 1961 war er stellvertretender Vorsitzender der BHE-Landtagsfraktion.
Nach den Stimmenverlusten des GB/BHE bei der Bundestagswahl 1961 und dem Zusammenschluss mit der Deutschen Partei (DP) zur Gesamtdeutschen Partei (GDP) bildete diese seit Juni 1961 eine neue Landtagsfraktion, der alle ehemaligen BHE-Abgeordneten angehörten. Janota war von 1961 bis 1963 stellvertretender Vorsitzender der GDP-Landtagsfraktion und trat, da auch die GDP sich in ihrer Auflösung befand, am 6. November 1963 in die SPD ein. Am 15. November 1963 wechselte er gemeinsam mit Robert Maresch zur SPD-Fraktion über. 1964 schied er aus dem Landtag aus, blieb aber noch bis 1975 Gemeinderats- und Kreistagsmitglied in Schwäbisch Gmünd.
Josef Janota war verheiratet und hatte fünf Kinder, darunter den Mediävisten Johannes Janota. Nach seinem Tod 1994 wurde er auf dem Leonhardsfriedhof in Schwäbisch Gmünd beigesetzt.

## Auszeichnungen
- Bundesverdienstkreuz I. Klasse.[2]